# おバカちゃん、恋語りき
『おバカちゃん、恋語りき』（おバカちゃん、こいかたりき）は、佐藤ざくりによる日本の漫画作品。『マーガレット』（集英社）2008年18号から2010年21号まで連載していた。全7巻。 

## あらすじ
幼少期から格闘技の英才教育を受け、うっかり不良も恐れる「西日本最強の女」になってしまった女子高生・音色。
「恋がしたい!」と関東の清琳高等学校に転校するが、待ちかまえていたのは問題児ばかりが集まる「特殊科（バ科）」クラスで…。

## 主な登場人物

### 特殊科
普通科への編入が難しいと考えられた生徒達のクラス。またの名を「バ科」、「問題児クラス」ともいう。担任は落合先生。
園田 音色（そのだ ねいろ）
誕生日：1月2日、山羊座、血液型B型。
「西日本最強の女ヒョードル」と恐れられる女子高生。
連載当初は軽くウェーブがかったロングヘアだったが、ペンキをかけられたことによりショートボブに。
いつも笑顔を欠かさない明るく素直な性格だが恋愛ベタ。転校するまではあまりの強さに男子に怖がられていたため、恋とは無関係だった。恋がしたくて東日本の清琳高等学校学校に転校したが、そこでもまた問題を起こし「特殊科」という問題児クラスに入れられてしまう。転校して最初に出会った相澤深に対して恋心を抱いていたが、彼の本性を知り、必然的に別れた。現在はトキオと付き合っているが、彼女自身の中ではまだ「深君が好き」という想いが完全に消えているわけではない。そのため、後に本当の恋心を抱きだし、告白してくる深に対して「あたしはトキオの彼女だから」と彼を否定し続けている。
栄山 トキオ（えいざん ときお）
誕生日：7月23日、獅子座、血液型B型。
音色に思いを寄せる清琳高等学校特殊科の不良男子生徒。
筋トレが趣味の「筋肉バカ」。兄弟が多い。ちなみに次男はユキオという名前らしい。
学校の問題児で、喧嘩っ早く血の気が多い。恋愛にもまったくの初心者である。深とは中学からの同級生。
転校初日の音色に勘違いで殴られ、鼻を折られた。音色と出会う前までは水島華弥という女生徒に好かれていたが、彼自身は全く相手にしていなかった。音色の事は、当初は「ぶっ殺す」と罵り嫌っていたが、徐々に彼女の魅力に気付いていき、学校のクリスマス会では「園田のこと、世界一すきな自信ある」と堂々と告白。後に付き合う事になる。
原 虹花（はら にじか）
誕生日：5月18日、双子座、血液型O型。
音色の恋を応援している清琳高等学校特殊科の女子生徒。
男子にモテる事以外どうでもいいというぶりっ子。
お洒落で容姿が可愛らしいため、男子にかなりモテる。不特定多数にちやほやされていたいという少し小悪魔的な一面も持ちあわせる。キレると怖い。語尾に「〜だお」などを付ける事が多い。
堂島 ケンイチ（どうじま けんいち）
誕生日：11月3日、蠍座、血液型AB型。
後頭部で髪を結っている中性的な顔立ちをした清琳高等学校特殊科の男子生徒。
愛称：けんけん。女子よりも男子が好きというゲイ。トキオの事が大好きで、中学の頃からの知り合いらしい。最近トキオが音色に夢中になっている事を快く思っていない。今まで付き合った男の数は軽く3ケタらしい。
サブローさん（さぶろーさん）
誕生日：9月1日、乙女座、血液型O型、愛称：サブちゃん。
3回留年している清琳高等学校特殊科男子生徒。そのためクラスメイとからは「サブローさん」と呼ばれていて、本名は不明である。他のクラスの生徒からは「生き仏」、「神」と言われていて、一日一回見られたらいい事があるらしい。極度なあがり症のため、前髪で目を隠している。動物に好かれる部分もある。無口で優しく、4年に一回のペースで喋るらしい。
落合（おちあい）
特殊科担任。担当科目は化学。通称：落先、虹花からは「おーたん」と呼ばれている。気弱な優しい性格で、瞳が見えないほどの分厚いレンズの眼鏡が特徴。

### 特進科
普通科で成績優秀だと入ることが可能。ちなみに特殊科から狙うとすれば、普通科に上がるため、「常識テスト」を受けなければならない。
相澤 深（あいざわ しん）
誕生日：10月20日、天秤座、血液型A型。
成績優秀で生徒会副会長でもある清琳高等学校特進科の男子生徒。きちんとした身だしなみや言動、顔の良さなどで女生徒にはモテモテ、男子生徒からも好かれる学園の王子。
「天然でドSな王子様」と音色に見られているが、実は裏の顔があり、王子キャラは演じているにすぎない。本性は腹黒くドSであり、言葉づかいも悪い。一時期、音色と付き合っていたが、「君を好きだなんて思ったことは一度もない」と彼女を突き放した。彼にとって音色はトキオを苦しめるためのツールに過ぎなかったらしい。
しかし後に、本気で音色の事を好きになり、トキオと彼女の取り合いをする事になる。
美羅川 日記（みらかわ にっき）
ドSな清琳高等学校生徒会長。ストレートのロングヘアとキツネ目が特徴の美少女。
関西弁で話し、深の恋をひそかに応援している。彼女曰く「人の恋愛は蜜の味★」らしい。
音色の恋の行方をめぐって虹花と対立している。修学旅行では深と音色をくっつけようと「京都・大阪はんなり 食いだおれどすえ 相澤♥音色ちゃん ラブもう一度大作戦」という不思議な作戦にかってでた。
黒須 乃愛（くろす のあ）
清琳高等学校生徒会会計担当。ピュアな性格で、誰とでも仲良くしようと気を配る。少女漫画が好きで、虹花にも薦めていた。
黒須 絢斗（くろす あやと）
清琳高等学校生徒会書記担当。超ピュアな性格の乃愛の兄。見た目は幼いが、生徒会メンバーでは最年長。現在はフリーであり、ケンイチに狙われる。

### 修学旅行編
またの名を、「音色の素性バレちゃった、テヘ★」編。清琳高等学校の修学旅行でのことである。目的地は、京都・大阪。深と音色が相部屋になったり、日記の摩訶不思議な作戦が実行されたり、その他いろいろな出来事があった。
緋山 影虎（ひやま かげとら）
京都在住の不良。陽気で無邪気な現代っ子。メッシュの入った黒髪で、指などに個性的なタトゥーが目立つ。
かつて音色に組を滅ぼされてからというもの、彼女の全身武器に惚れこみ、彼女が転校するまでの間たびたび付け回していたらしい。十吾とは親友。麻酔銃や、刀のレプリカなどを所持しており、トキオ曰く「武器マニア」。また、音色を「化け物」と謳ったこともある。
山口 十吾（やまぐち じゅうご）
影虎の組のヘッド。時代遅れのリーゼントヘアに、特攻服を着込む一昔前のヤンキー風な天然男子。通称：十吾くん。
仲間のためなら命も惜しまない親分肌だが、その時代遅れな容姿を、尊敬されながらも組の者から「ナウい」「ダサい」と笑いものにされている。本人は全くもって無自覚。以前、音色にやられた時に前歯が折れ、その事をずっと根に持っている。影虎とは親友関係だが、現代っ子な彼とは打って変わって、トキオのように熱くなりやすい。リーゼントヘアを直すと、さらさらのロングヘアの美形男子に早変わりする。

### その他
クマ山田 クマ吉（くまやまだ くまきち）
年齢：13歳。
清琳高等学校の裏山に出没する熊。深と会話をする。
現在は町に出て、サブローさんが手なずけているらしい。作中にはちょこちょこ登場している。
理事長（りじちょう）
誕生日：2月25日。
清琳高等学校の理事長。さらさらヘアのナルシスト。
特殊科が大嫌いで、何かあるたびに雑用として使っている。過去に音色とトキオに殴られ、一週間入院した事がある。特殊科から普通科へ戻るための「常識テスト」を行っている張本人である。クマのぬいぐるみが大好きで、理事長室には仕掛けがあり、スイッチひとつで部屋中がクマだらけになるようになっている。なお、クマには一匹ずつ、きちんと名前がある。
和成（かずなり）
誕生日:2月25日。
理事長の双子の弟。眼鏡を常に着用している。
表向きは理事長の秘書だが、裏では奔放な兄の代わりに学園の経理・運営をすべて一人で担っているしっかり者の次男。顔は理事長と瓜二つである。理事長を「愚兄」と呼び、理事長が何かしでかす度に電卓やノートパソコンを投げ当て、事態を止めている。
水島 華弥（みずしま かや）
大富豪：水島家の令嬢であり、深の元彼女。夢見がちで可愛らしい美少女だが、「相澤深フォーエバー部」からは「史上最悪のダメ女」として罵られている。深の彼女でありながら、中学時代に暴れまわるトキオを好きになり、付き合っているという錯覚までしていた。

## 書誌情報
- 佐藤ざくり 『おバカちゃん、恋語りき』 集英社 〈マーガレットコミックス〉、全7巻
  1. 2009年1月23日発売[1]、ISBN 978-4-08-846376-6
  2. 2009年5月25日発売[2]、ISBN 978-4-08-846406-0
  3. 2009年9月25日発売[3]、ISBN 978-4-08-846442-8
  4. 2010年1月25日発売[4]、ISBN 978-4-08-846483-1
  5. 2010年5月25日発売[5]、ISBN 978-4-08-846522-7
  6. 2010年8月25日発売[6]、ISBN 978-4-08-846557-9
  7. 2010年12月24日発売[7]、ISBN 978-4-08-846601-9

### アンソロジー
- 東日本大震災チャリティー漫画本 PARTY! SORA[8][注 10]（2011年8月5日発売[9]、メディアパル、ISBN 978-4-89610-202-4）
  - おバカちゃん、恋語りき 番外編 HOLIDAY〜[10]